# Zopherus granicollis
Zopherus granicollis är en skalbaggsart som beskrevs av Horn 1885. Zopherus granicollis ingår i släktet Zopherus och familjen barkbaggar.

## Underarter
Arten delas in i följande underarter:
- Z. g. granicollis
- Z. g. ventriosus